# Neurotrofina

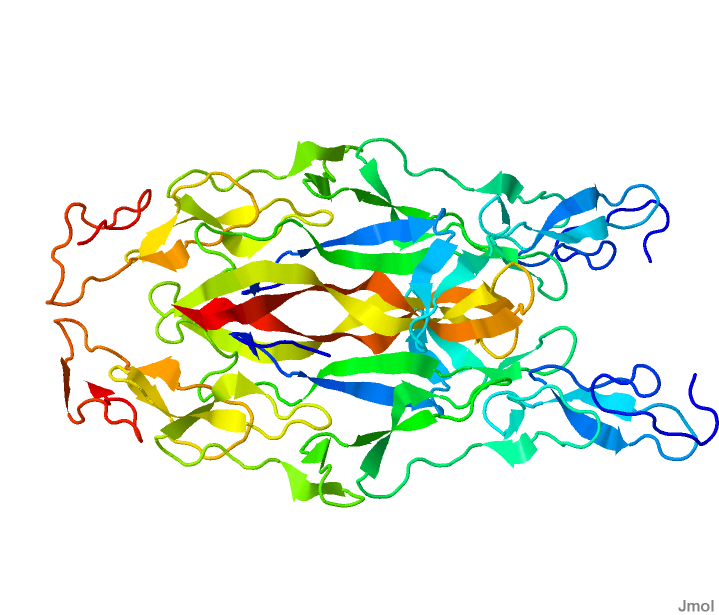
Imagen de la neurotrofina.

Las neurotrofinas, también llamadas factores neurotróficos, son una familia de proteínas que favorecen la supervivencia de las neuronas. Estas sustancias pertenecen a una familia de factores de crecimiento que son un tipo de proteínas que se vierten al torrente sanguíneo y son capaces de unirse a receptores de determinadas células para estimular su supervivencia, crecimiento o diferenciación.
Los factores neurotróficos son secretados por determinados tejidos, siendo una de sus funciones impedir a las neuronas diana que inicien la muerte celular programada (apoptosis), permitiendo así que las neuronas sobrevivan. Las neurotrofinas también inducen la diferenciación celular de células progenitoras para formar neuronas. 
La familia de las neurotrofinas está formada por el factor de crecimiento nervioso (NGF, del inglés, nerve growth factor), el factor neurotrófico derivado del cerebro (BDNF, del inglés brain-derived neurotrophic factor), la neurotrofina-1 (NT-1), la neurotrofina-3 (NT-3), y la neurotrofina-4 (NT-4).
Pertenecen a una clase de factores de crecimiento, proteínas secretadas, que son capaces de enviar señales a algunas células para que sobrevivan, se diferencien, o crezcan. Los factores de crecimiento como las neurotrofinas que promueven la supervivencia, el desarrollo y la función de las neuronas se conocen como factores neurotróficos, que son capaces de señalizar células para que sobrevivan, se diferencien o crezcan.
Aunque la gran mayoría de las neuronas en el cerebro de los mamíferos se forman antes de nacer, las partes del cerebro adulto (por ejemplo, el hipocampo) mantienen la capacidad de sintetizar nuevas neuronas a partir de células madre; un proceso llamado neurogénesis adulta. Las neurotrofinas son sustancias químicas que ayudan a estimular y controlar la neurogénesis.

## Terminología
Algunos científicos emplean el término "neurotrofinas" como sinónimo de "factor neurotrófico", mientras que la mayoría reservan el término "neurotrofinas" para cuatro factores relacionados estructuralmente: el factor de crecimiento nervioso (NGF), el factor neurotrófico derivado del cerebro (BDNF), las neurotrofinas-3 (NT-3), y las neurotrofinas-4 (NT-4). 
Otro factor neurotrófico, conocido como neurotrofina-1 novel (NNT1) está estructuralmente relacionada con el NGF, el BDNF, las NT-3 y las NT-4. 

## Receptores
Las neurotrofinas pueden unirse a dos tipos de receptores: Trk (tropomyosin-related kinase), una familia de receptores tirosina quinasa constituida por tres miembros, y el receptor p75NTR.

### El receptor Trk
La familia de receptores Trk se activa por unión a las neurotrofinas. Esta familia de receptores comprende a TrkA, TrkB y TrkC, activados específicamente por NGF, BDNF, y NT-3. Estos receptores son expresados ampliamente en el sistema nervioso central y periférico durante el desarrollo.

### El receptor p75NTR
Es un receptor estructuralmente relacionado con receptores de citoquinas en particular al factor de necrosis tral (TNF).

## Tipos

### Factor de crecimiento nervioso
El factor de crecimiento nervioso (NGF), el factor de crecimiento del prototipo, es una proteína secretada por las células diana de una neurona. El NGF es crítico para la supervivencia y el mantenimiento de las neuronas simpáticas y sensoriales. El NGF se libera de las células diana, se une y activa su receptor de alta afinidad TrkA en la neurona, y se internaliza en la neurona sensible. El complejo NGF / TrkA posteriormente se transporta de nuevo al cuerpo celular de la neurona. Este movimiento del NGF de la punta del axón al soma se cree que participa en la larga distancia de señalización de las neuronas.
Los niveles de NGF han demostrado ser significativamente elevados durante el primer año de una relación romántica.

### Factor neurotrófico derivado del cerebro
El factor neurotrófico derivado del cerebro (BDNF) es un factor neurotrófico que inicialmente se encontró en el cerebro, pero también se encuentra en la periferia. Más concretamente, es una proteína que tiene la actividad en ciertas neuronas del sistema nervioso central y el sistema nervioso periférico, ayuda a la supervivencia de las neuronas existentes, y potenciar el crecimiento y la diferenciación de nuevas neuronas y la sinapsis a través de axones y dendritas de germinación. En el cerebro, está activo en el hipocampo, la corteza, el cerebelo, el área ventral tegmental y el cerebro anterior basal, áreas vitales para el aprendizaje, la memoria, la motivación y el pensamiento superior. El BDNF es el segundo factor neurotrófico que se caracterizó, después del NGF y antes de las neurotrofinas-3. El BDNF es una de las sustancias más activas para estimular la neurogénesis. Los ratones que nacen sin la capacidad de sintetizar BDNF sufren defectos en el desarrollo del cerebro y del sistema nervioso sensorial, y suelen morir poco después del nacimiento, lo que sugiere que el BDNF juega un papel importante en el desarrollo neurológico normal. 
A pesar de su nombre, el BDNF se encuentra realmente en una amplia gama de tejidos y tipos de células, no solo el cerebro. Su expresión puede ser vista en la retina, el SNC, las neuronas motoras, los riñones y la próstata.

### Neurotrofina-1 Novel
Neurotrofina-1Novel (NNT-1) también es conocida como "factor-3 estimulador de las células B" (BSF-3) o "factor-1 como factor de las cito quinas" (CLCF1), y es una citoquina perteneciente a la familia de la interleucina-6. Es una proteína secretada, que se encuentra predominantemente en los ganglios linfáticos y el bazo, contiene 225 aminoácidos con un peso molecular de 22 kDa en su forma madura. Está estrechamente relacionada con otras proteínas, llamadas cardiotrofina-1 y el factor neurotrófico ciliar. El término "neurotrofinas" es comúnmente utilizado para referirse colectivamente a los cuatro factores relacionados estructuralmente: el NGF, el BDNF, las NT-3 y las NT-4, mientras que la NNT1 no tiene ninguna semejanza estructural con estas cuatro proteínas. 
La NNT-1/BSF-3 induce la fosforilación de la tirosina del receptor IL-6 de la subunidad común de la glucoproteína 130 (gp130), el inhibidor del receptor del factor beta de la leucemia, y el factor de transcripción STAT3. Se ha implicado en la inducción de IL-1 (a través de la inducción de la corticosterona y la IL-6) y amiloide A sérico, y en la hiperplasia de células B. Esta citocina es capaz de la activación de las células B a través de la estimulación de los receptores gp130.

### Neurotrofina-3
La neurotrofina-3, o NT-3, es un factor neurotrófico en la familia de las neurotrofinas NGF. Es una proteína del factor de crecimiento que tiene la actividad en ciertas neuronas del sistema nervioso periférico y central, que ayuda a la supervivencia y la diferenciación de las neuronas existentes, y potenciar el crecimiento y la diferenciación de nuevas neuronas y la sinapsis. La NT-3 fue el tercer factor neurotrófico que se caracterizó, después del NGF y del BDNF. 
La NT-3 es único entre las neurotrofinas en el número de neuronas que potencialmente pueden estimular, dada su capacidad de activar dos de los receptores de neurotrofinas  tirosina quinasa (TrkC y TrkB). Los ratones nacidos sin la capacidad de sintetizar NT-3 tienen pérdida de la propiocepción y  de subconjuntos de neuronas sensoriales mecanorreceptoras.

### Neurotrofina-4
Neurotrofina-4 (NT-4) es un factor neurotrófico que señala su mayor parte a través del receptor de la tirosina quinasa TrkB. También es conocido como NT4, NT5, NTF4, y NT-4 / 5.